# 李烈火
李烈火（り れっか）は、SNKの対戦型格闘ゲーム『幕末浪漫 月華の剣士』シリーズに登場する架空の人物。声優は橋本潤。

## キャラクター設定
清朝時代の中国生まれの人物で、本名は李成龍（リー チェンロン）。河南省にある嵩山少林寺にて武術を学ぶ。寺の大僧正の側近として衛士を勤めながら、大僧正から「人の世の無常」について学ぶ。
本山で修行に励んでいたある日の夜、東の方角に深紅の凶星が落ちるのを見た李は、大僧正にそのことを話した。そして大僧正の玲玉を見た李は、日出ずる国（日本）より災いが起こり、それはやがて大陸、世界へと広がり、この世を暗黒に変貌させるという予言を知る。李は暗黒をもたらす災いを防ぐため、日本にやってくるのであった。
『一幕』のエンディングでは、自分は「正義」を信じて闘うも、闘うこと以外に解決する方法は無かったのか、地獄門の封印を解いて人間を滅ぼそうとした嘉神慎之介と同じやり方でしか、己の「正義」を示すことができない愚かな存在であると内省し、真実とは何かを探す旅に出ることを決意。真実を得るまで寺には戻らないことを、大僧正への手紙に書き記す。
第二幕『月に咲く華、散りゆく花』（以下『二幕』と表記）のエンディングでは、船の上にて、日本での災いの源が絶たれたことを感じる一方で、『一幕』からの闘いの過程で自分の中に様々な疑問が生まれたことも感じていた。李のエンディングは、対CPU戦をコンティニューしてクリアしたか（かつ乱入があったかどうか）、ノーコンティニューかつ乱入無しでクリアしたかによって少々変化するが、基本的な流れは変わらない。前者の場合は、故郷に帰るはずが、船に乗って1ヵ月後に故郷の中国ではないアメリカ合衆国に辿り着いたことに気付き唖然とするが、後者の場合は、自らの見識を深めるために世界中を旅することを決意しており、その中でアメリカ合衆国に着いたというものである。双方のエンディングとも、寺に帰ることができるのはもうしばらく先の話になりそうであることを追記して終わる。
その見た目は、武闘家のような衣装に、頭髪を一部分のみ残して剃り上げて額が大きく露出し、残った毛髪を長く伸ばして編まれた髪型をしている（→辮髪を参照）。まじめで責任感が強く、邪悪なものを許すことができない性格で、礼節を重んじる青年である。
攻撃手段は掌打や蹴り技がほとんどの徒手空拳であり、それを駆使した攻撃を行う。強斬りボタンで出る攻撃は、全て蹴り技となっている。持っている武器は大きな扇子で、一部の技でのみ使用する。技の最中に炎を噴き出す技を多く持ち、紅蓮の炎で相手を包み込む。

## ゲーム上の特徴
『月華』の登場キャラクターの中でも、ジャンプや移動速度が極めて速い。『一幕』では暁武蔵共々、前方ダッシュが一定の距離を一瞬で跳躍する「フロントステップ」と呼ばれるダッシュになっていたが、『二幕』では他のキャラクターと同じく地上を疾駆する。
李は剣質次第で、闘い方が大きく異なる。「力」は自分から攻め込むことが難しくなるが、「力」の特性である高い攻撃力のおかげで、勝率が高まる。「技」「極」は手数の豊富さを存分に活用して相手に攻め込むことが可能だが、それゆえに隙を晒して自滅につながることも多い。
「技」「極」で使用できる連殺斬の種類と派生の多さは、全キャラクター中最も多く、また、空中でも連殺斬を決めることが可能である。徒手空拳で戦うため通常技のリーチは他の武器を使うキャラクターより短いが、「力」で他のキャラクターが斬り攻撃をガードされた時に出る弾かれ動作が李の場合は出ないという特徴もある。
軽快なフットワークを活かして相手に機敏に接近し、連続技を決めてダメージを奪うのが得意であり、手数の多さや機敏な動きを持つなど、『月華』におけるテクニカルキャラクターとして位置付けられている。

## 技の解説

### 通常技
| 操作         | 立ち     | しゃがみ   | ジャンプ   | 立ち（素手） | しゃがみ（素手） | ジャンプ（素手） |
| ------------ | -------- | ---------- | ---------- | ------------ | ---------------- | ---------------- |
| 弱斬り       | 撑掌     | 伏撑掌     | 跳空順撑掌 | 撑掌         | 伏撑掌           | 跳空順撑掌       |
| 強斬り       | 龍踢脚   | 伏臥龍旋脚 | 跳空龍旋脚 | 龍踢脚       | 伏臥龍旋脚       | 跳空龍旋脚       |
| 蹴り         | 側揪脚   | 伏臥側踹脚 | 跳空側踹脚 | 側揪脚       | 伏臥側踹脚       | 跳空側踹脚       |
| 弾き         | 昇龍扇   | 伏龍扇     |            |              |                  |                  |
| ダッシュ攻撃 | 強襲脚   | 伏臥強襲脚 |            |              |                  |                  |
| 弾き後攻撃   | 開門打虎 | 開門打虎   |            |              |                  |                  |
| 打ち上げ斬り | 開門龍尾 |            |            |              |                  |                  |
| 防御不可斬り | 十字拳   |            |            |              |                  |                  |

### 投げ技・特殊技
浸透掌
通常投げ。相手の腹部に、輝くオーラを纏う掌底を打ち込んで弾き飛ばす。追い討ち攻撃の「龍追脚」を確実に決めることが可能。
十字拳
「力」の防御不可斬り。前に踏み込んで体を横に大きくずらして両腕を前方へ突き出す。他のキャラクターよりもリーチは短いが、攻撃判定がやや上方に強い。
開門龍尾
「技」「極」の打ち上げ斬り。扇子を取り出して勢い良く下から振り上げる。リーチは短いが、技後は「炎扇翔」や「炎龍擺尾」を追撃として決めることが可能。
龍追脚
ダウン中の相手に対する追い討ち攻撃。倒れている相手の位置を捕捉して、すばやく飛び上がり踏み付ける。

### 奥義（必殺技）
龍槌旋
回転しながら上昇しつつ、炎を纏った蹴りを繰り出す。連続で3回まで入力可能で、1回の動作で3発ずつ蹴りを入れる。最後の蹴りが当たると地面に勢い良く叩き付ける。この場合、ダウン回避ができない。
龍翔旋
空中で出す「龍槌旋」。こちらは連続で2回まで入力できる。しゃがみガード不可。空中で連殺斬を決めた際のジャンプ攻撃をキャンセルしてこの技を出すと連続ヒットする。最後の蹴りが当たると地面に勢い良く叩き付ける。
炎扇翔
体を反転させて高く飛び上がり、炎を纏う扇子で攻撃する。攻撃後、李は宙返りして着地する。発生の速さと攻撃判定の強さに優れており、連続技や対空迎撃に使用可能。『二幕』では溜めコマンドになり、とっさに出すことができなくなった。
鳳落踵
「炎扇翔」で蹴り上げた相手を、踵落としで地面に蹴り落とす。この攻撃はダウン回避不可能。「炎扇翔」中に追加入力することで出すことができる。また、乱舞奥義「絶命奥義・天地黎明脚」の通常ルートの締め技は「炎扇翔」であるが、この時に入力しても出すことが可能。

無影脚
ジャンプ中にのみ出すことが可能。空中から斜め下へ降下しつつ多段蹴りを放つ。しゃがみガード不可。相手の足元付近を狙って出すことで反撃を受けにくくしたり、当て方次第で地上の通常技や「炎扇翔」などにつなげることも可能。
炎龍擺尾
李の昇華対応技。扇子を開いて前方へ高速で突進し、扇子でなぎ払う。食らった相手はその場で燃焼のけぞりとなる。攻撃判定の発生の速さや突進速度に優れており、通常技をキャンセルして出せば連続でつながる。弱は当てても反撃を受ける可能性がある。強は当たった後相手をすり抜け、追加入力で「獅子咆吼」を出すことが可能だが、入力が遅いと技が発動しない。「獅子咆吼」を追加入力しなければ、ヒット・ガードに関わらず、李は必ず相手の後方に移動する。
弱強ともに、昇華で超奥義「奥義・炎龍纏身」につなげることが可能だが、強から昇華する場合はかなり速く入力しないと超奥義が出ない。
獅子咆吼
強の「炎龍擺尾」を出した時に追加入力することで発動する技で、掌底から炎を発して吹き飛ばす。ヒット効果は吹き飛び燃焼ダウン。「炎龍擺尾」で相手をすり抜けた後に出した場合、振り向いて相手の方へ突進していく。

霞
その場で正面を向き、扇子を開いて体を後ろに引く。無敵状態だが、投げられ判定あり。有効時間は短く、その後には一瞬隙がある。性質は『ザ・キング・オブ・ファイターズ』シリーズのシステム動作「攻撃避け」に近い（ちなみに草薙京ら草薙流古武術関係者の「攻撃避け」に設定されている技名も「霞」である）。この「霞」の動作中に追加入力することで、以下の4つの技に派生することができる。
火影
霞からの派生技の1つで、一歩踏み込んで扇子を叩き付ける。技が出るまでは若干遅く、ガードされると反撃を受けやすいが、攻撃のリーチはかなり長い。必殺技でキャンセルすることも可能で、超奥義や潜在奥義も連続でつながる（乱舞奥義はつながらない）。
焔群
霞からの派生技の1つで、足に炎を纏わせつつ、小さく飛び上がって頭上から蹴り下ろす。しゃがみガード不可。
旋風
霞からの派生技の1つで、下段蹴りを見舞う。技の性質はしゃがみ強斬り「伏臥龍旋脚」と同じだが、削り効果を持つ。この技の後は、剣質を問わず、この技を3回連続まで出したり（蹴り攻撃のボタンを入力すれば出すことができる）、「龍砕落」を出すことができるほか、「龍槌旋」や「炎龍擺尾」をはじめとする各必殺技を出して連続でつなげることも可能。また、「技」「極」なら、立ち強斬り「龍踢脚」か、前述のしゃがみ強斬りからこの技に連殺斬のような形でつなげることができるが、しゃがみ強斬りの場合は2回までしか出せない（しゃがみ強斬りがこの技の初段扱いになる）。
烈旋風
「旋風」の3段目であり、下段蹴りを叩き込んでその場にダウンさせる。
発勁
霞からの派生技の1つで、通常投げ「浸透掌」で見せる掌底を放つ。攻撃の発生が遅いが、飛び道具をはね返す効果を持つ。『二幕』でのみ使用。

龍砕落
連殺斬の立ち及びしゃがみ強斬りや、「旋風」から出すことが可能な技で（「力」でも、立ち強斬りからのみ出すことができる）、しゃがみガード不能で多段ヒットの踵落としを出す。空中の相手に当てた場合は吹き飛ぶのみ。攻撃判定出現までに若干時間が掛かるが、ガードされても反撃を受けにくい。地上の相手に当てた時の間合いによるが、別の必殺技につなげることも可能。
息吹
その場で正面を向いて気を充填させる。挑発で出るポーズだが、ボタンを押し続けることで李の体が光り、体力が回復する。さらに、相手の攻撃を食らってものけぞらない硬体術状態となるが、この間の李は全くの無防備である。そのため、相手の攻撃によって自身が回復する以上のダメージを受けることにもなりうる。

### 超奥義（超必殺技）
奥義・炎龍纏身
打ち上げ斬り「開門龍尾」の動作で扇子を相手に当てる。この攻撃で相手を必ずよろめかせてから扇子を上空に放り投げ、地上で扇子を手に取った直後に、扇子を片手に大きく開いて相手に向かって突進、相手の向こう側まで駆け抜けていく。『一幕』では突進中に炎の柱が元の位置から順に前へ何本も出現する。『二幕』では突進が相手に当たった直後に、相手の位置に巨大な炎の柱を発生させて燃え上がらせ、相手は吹き飛び燃焼ダウンする。またタイミング次第だが最初の動作が空中の相手にヒットしても突進は繋がり、この場合炎の柱は出ないがダメージに大差はない。強斬りをキャンセルして出したり、「炎龍擺尾」を昇華して出せるが、地上ヒット時のよろめきは相手がレバガチャで回復できるため突進がガードされる可能性がある。

### 潜在奥義
秘奥義・蒼天無影脚
低い姿勢で相手に突進し、最初の掌底による攻撃から、「龍砕落」、「無影脚」をはじめとする無数の蹴り技を叩き込み、同時に龍を象った炎を出現させながらの「炎扇翔」でとどめを刺す。
攻撃の発生の速さや突進速度に優れており、通常技をキャンセルして出せば連続技になる。

### 乱舞奥義
絶命奥義・天地黎明脚
『二幕』にて追加された乱舞奥義。類型は、御名方守矢や斬鉄と同じくテクニカルタイプである。